# Stan Cuesta
Stan Cuesta (* 1961) je francouzský hudebník, novinář, spisovatel a překladatel. Je autorem několika životopisných knih, například o Jeffu Buckleym, Édith Piaf, Léo Ferréovi či skupině Nirvana. Do francouzštiny také přeložil knihu What's Welsh for Zen, což je autobiografie velšského hudebníka a skladatele Johna Calea. Jako hudebník nahrál v roce 1993 album Le Voyage intérieur. Je rovněž autorem textu k písni „Casse-Toi“ z alba Vive l'amour hudebníka Jean-Françoise Coena.